# 土橋茂之
土橋 茂之（どばし しげゆき、1970年11月19日 - ）は、日本の元アマチュアボクシング選手。千葉県出身。1992年バルセロナオリンピックライト級日本代表。右ボクサータイプ。身長173cm。千葉英和高等学校、法政大学卒業。

## 経歴
小学校時代、小山ゆうの漫画「がんばれ元気」(小学館)を読み、ボクシングに興味を持つ。
中学校時代にボクシングを始めた。大学4年在学中の1992年、バルセロナオリンピックにライト級の日本代表として出場。7月30日の1回戦では、後にプロでWBF世界ミドル級王座などを獲得したデルロイ・レスリー（ジャマイカ）との対戦に11-5のポイント勝ちを収めたが、8月1日に行われた2回戦ではジュリアン・ロルシー（フランス）と対戦し、2回RSC負けを喫した。大学卒業後もユニマット所属選手として競技を続け、1993年には全日本選手権・東四国国体成年の部・全日本社会人選手権のいずれもライト級で優勝を収めた。
2004年6月、千葉県佐倉市に土橋ボクシングジムを開設。
酒豪であり、現役である1990年代頃も朝まで飲み続けるなど、大変タフネスであった。

## 獲得タイトル
- 第63回全日本選手権ライト級優勝
- 第48回国体成年の部ライト級優勝
- 第45回全日本社会人選手権ライト級優勝